# شيراز طال
شيراز طال (بالعبرية: שירז טל‏) هي مقدمة تلفزيونية وعارضة وممثلة إسرائيلية، ولدت في 13 أكتوبر 1974 في نتانيا في إسرائيل.

## وصلات خارجية
- شيراز طال على موقع IMDb (الإنجليزية)
- شيراز طال على موقع دليل عارضات الأزياء (الإنجليزية)